# 所以
| ウィキペディアには「所以」という見出しの百科事典記事はありません（タイトルに「所以」を含むページの一覧/「所以」で始まるページの一覧）。 代わりにウィクショナリーのページ「所以」が役に立つかもしれません。 |